# Муравьелюб обыкновенный
Муравьелюб обыкновенный, или сверчок-муравьелюб (лат. Myrmecophilus acervorum) — вид мелких муравьиных сверчков из отряда Прямокрылые насекомые.

## Описание
Мелкие бескрылые сверчки. Длина самок около 3,5 мм (2,5—3,6) и это самый мелкий представитель отряда в Западной Европе. Усики длинные утолщённые, глаза мелкие, задние бёдра сильно увеличены (изображение самки). Органы стридуляции отсутствуют, звуки не издают и не слышат их, что связано с узкой специализацией к мирмекофилии.

## Биология
Постоянно живут в гнёздах муравьёв (мирмекофилы). Хозяевами гнёзд являются около 20 видов семейства Formicidae: Lasius flavus, Lasius alienus, Lasius niger, Tetramorium caespitum (и другие виды из родов Myrmica, Tetramorium, Tapinoma, Formica и Lasius (Bezdĕčka et al. 2000; Hölldobler 1947; Junker, 1997). Имаго и личинки обнаруживаются с марта по октябрь, зимуют в муравейниках. Развитие длится 2 года и проходит более 5 стадий личинок. Размножаются, видимо, партеногенезом (Baccetti 1966; Bellmann 1998; Bezdĕčka, Kočákrek & Šuhaj 2000).

## Распространение
Встречаются в Западной и Восточной Европе: Австрия, Венгрия, Германия, Люксембург, Польша, Россия, Словакия, Украина, Франция, Чехия. Также есть сведения о находках в Румынии и северной Италии. Локально найден в Узбекистане, и на Западе и Юго-Востоке Казахстана.

## Систематика
Типовой вид рода Myrmecophilus. Первоначально был описан как «таракан» Blatta acervora Panzer.